# Catagramma vincenti
Catagramma vincenti är en fjärilsart som beskrevs av Charles Oberthür. Catagramma vincenti ingår i släktet Catagramma och familjen praktfjärilar. Inga underarter finns listade i Catalogue of Life.